# SuperCPU
SuperCPU är ett tillbehör till Commodore 64 utvecklat av Creative Micro Designs. Detta tillbehör gör det möjligt att uppgradera datorns processorkraft från cirka 1 MHz till 20 MHz.